# طرح عام
الطرح العام طرح أوراق مالية لشركة أو مؤسسة للجمهور. وبصفة عامة، يجب إدراج الأوراق المالية في سوق الأوراق المالية. وفي معظم الولايات القضائية، يتطلب الطرح العام من الشركة المصدرة أن تنشر نشرة اكتتاب توضح بالتفصيل الشروط والحقوق المرتبطة بالأوراق المالية المعروضة، في شكل معلومات عن الشركة نفسها ومواردها المالية. وتهم العديد من المتطلبات التنظيمية الأخرى أي عرض عام وتختلف حسب الولايات القضائية.